# Журин, Владимир Дмитриевич
Владимир Дмитриевич Журин (22 апреля (4 мая) 1891 — 19 августа 1962) — советский гидротехник, генерал-майор инженерно-технических войск, один из технических руководителей массовых строек ГУЛага 1930-1940-х годов.

## Биография
Родился 22 апреля (4 мая) 1891 года в городе Тетюши Казанской губернии, ныне Татарстан. В 1918 году окончил Петроградский политехнический институт.
Поступил в управление ирригационными работами в Туркестане. Проектировал ирригационные системы и гидротехнические сооружения в Голодной степи. Автор трудов по инженерной гидравлике. Участвовал в разработке плана ГОЭЛРО. В 1924 году в Ташкенте по его инициативе организован Научно-исследовательский институт по изучению проблем водного хозяйства Средней Азии (с 1960-х годов носит его имя), директором которого он стал. Член коммунистической партии с 1928 года. С этого же года профессор. Тогда же ездил набираться опыта за границу: посетил Германию, Австрию и Чехословакию; пришёл к выводу о том, что советская гидротехника находится впереди зарубежной.
В декабре 1930 года арестован, получил десятилетний срок. Сделан начальником проектного технического отдела в конструкторском бюро С. Я. Жука, занимавшегося строительством Беломорско-Балтийского водного пути (Беломорстрой) — первого в стране крупного строительства силами осуждённых. Досрочно освобождён в 1932 году. Офицер госбезопасности. По окончании строительства 4 августа 1933 года награждён орденом Трудового Красного Знамени. Далее был заместителем главного инженера строительства канала Москва — Волга (Дмитлаг), опять под руководством С. Я. Жука; по окончании получил орден.
Автор проектов строительства Угличской и Рыбинской ГЭС (Волгострой), с 1940 года главный инженер (после перевода С. Я. Жука на Куйбышевский гидроузел) и начальник (после повышения Я. Д. Раппопорта) стройки. В 1941—1942 годах руководил маскировкой сооружений Волгостроя и возведением линий обороны вдоль Волги. В 1942—1944 годах возводил Нижнетагильский металлургический завод, а затем — Широковскую и Вилухинскую ГЭС. С начала 1944 года вновь начальник Волгостроя. Генерал-майор технической службы. Доктор технических наук (1944, в диссертации обобщил опыт строительства гидроузлов).
С 1946 года и до конца жизни заведовал кафедрой гидравлики и гидромеханизации Московского инженерно-строительного института им. В. В. Куйбышева; писал научные труды, руководил экспертизой по приёмке крупных гидроузлов.
Награждён орденом Ленина (1937), двумя орденами Трудового Красного Знамени (1933, 1944), орденом Красной Звезды (1943), а также медалями.
Умер 19 августа 1962 года. Похоронен в Москве на Новодевичьем кладбище (8 уч. 17 ряд), рядом с ним похоронена супруга, М. Н. Журина. Авторы памятника на могиле: скульптор С. Шапошников, архитектор Ю. Гумбург.
Имя было присвоено Среднеазиатскому научно-исследовательскому институту ирригации.